# Бурруйан
Бурруйа́н (фр. Bourrouillan) — коммуна во Франции, находится в регионе Юг — Пиренеи. Департамент — Жер. Входит в состав кантона Ногаро. Округ коммуны — Кондом.
Код INSEE коммуны — 32062.

## География

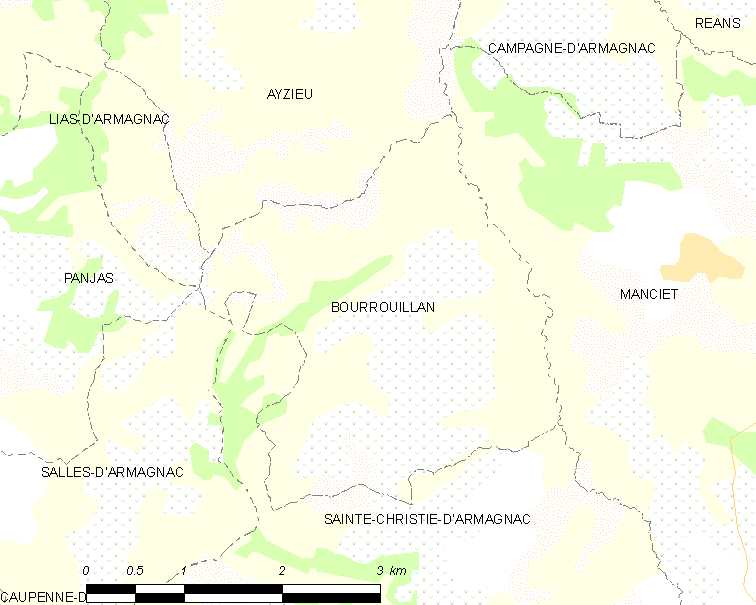
Карта коммуны

Коммуна расположена приблизительно в 590 км к югу от Парижа, в 120 км западнее Тулузы, в 55 км к западу от Оша.
На северо-востоке коммуны протекает река Дуз.

## Климат
Климат умеренно-океанический. Лето жаркое и немного дождливое, температура часто превышает 35 °С. Зимой часто бывает отрицательная температура и ночные заморозки. Годовое количество осадков — 700—900 мм.

## Население
Население коммуны на 2010 год составляло 147 человек.
| 1962 | 1968 | 1975 | 1982 | 1990 | 1999 | 2010 |
| ---- | ---- | ---- | ---- | ---- | ---- | ---- |
| 209  | 175  | 169  | 174  | 167  | 174  | 147  |

## Администрация
| Период | Период | Фамилия            | Партия        | Примечания |
| ------ | ------ | ------------------ | ------------- | ---------- |
| 2001   | 2020   | Мишель Браццалотто | Разные правые |            |

## Экономика
В 2010 году среди 96 человек трудоспособного возраста (15-64 лет) 60 были экономически активными, 36 — неактивными (показатель активности — 62,5 %, в 1999 году было 67,3 %). Из 60 активных жителей работали 57 человек (32 мужчины и 25 женщин), безработных было 3 (2 мужчин и 1 женщина). Среди 36 неактивных 11 человек были учениками или студентами, 14 — пенсионерами, 11 были неактивными по другим причинам.